# Saint-Laurent-de-Lévézou
Saint-Laurent-de-Lévézou è un comune francese di 161 abitanti situato nel dipartimento dell'Aveyron nella regione dell'Occitania.

## Società

### Evoluzione demografica
Abitanti censiti